# Trachy (moneda)

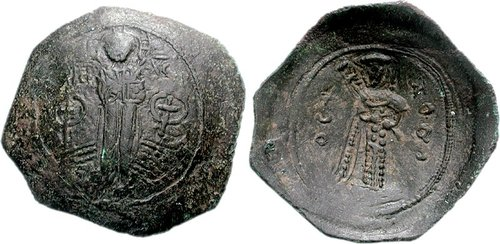
Traquea Aspron acuñado por el usurpador Teodoro Mangafas

El término trachy (griego: τραχύ), plural trachea (τραχέα), que significa "áspero" o "desigual", se utilizaba para describir las monedas bizantinas con forma de copa (incorrectamente llamadas a menudo "escifato") acuñadas en los siglos XI-XIV. El término se aplicaba propiamente a las monedas de electro, vellón o cobre, y no a la hiperpirón de oro.